# Annot
Annot è un comune francese di 1 081 abitanti situato nel dipartimento delle Alpi dell'Alta Provenza della regione della Provenza-Alpi-Costa Azzurra. 
Il paese è gemellato con Castelletto Monferrato.

## Società

### Evoluzione demografica
Abitanti censiti